# 미나토구 (도쿄도)
미나토구(일본어: 港区 미나토쿠[*])는 일본 도쿄도에 있는 특별구 중 하나이다. 미나토구에는 48개국의 대사관이 있으며, 혼다, 미쓰비시 중공업, 미쓰비시 자동차공업, NEC, 소니, 후지쯔, 도시바, 모리나가 제과, 토소, JCB를 포함한 많은 회사들의 본사가 있다. 시부야구와 마찬가지로 구내 각지에 애니메이션 캐릭터 매장이 많으며, 특히 오다이바(お台場) 지역이 그 절정을 이룬다.

## 개요
미나토구는 1947년에 구 시바구, 구 아자부구, 구 아카사카구가 합병하여 탄생하였다. 에도성(현재의 고쿄, 지요다구) 남쪽에 위치한 이른바 "성남 지역"(城南地区)에 자리 잡고 있으며, 에도 시대에는 사무라이들의 저택과 상인 마을이 혼재하던 곳이었다. 구 이름에 "항구"를 뜻하는 미나토(港)가 포함된 것처럼 미나토구의 동쪽은 도쿄항 및 도쿄만에 접해 있으며, 오다이바 지역 등 도쿄 임해 부도심의 일부를 포함한다. 동쪽은 고토구와 마주하고, 북쪽은 지요다구, 주오구, 신주쿠구, 서쪽은 시부야구와 인접하며, 남쪽은 시나가와구와 접한다.
지요다구, 주오구와 함께 "도쿄 도심" 또는 "도심 3구"로 불린다. 이곳에는 TV 방송국, 광고 대행사, IT 기업의 본사와 외국계 기업의 일본 지사 등이 다수 밀집해 있어 일본 경제의 중심 역할을 하고 있다. 민영 방송의 키 스테이션 본사 대부분이 미나토구에 위치하며, 도쿄의 랜드마크인 도쿄 타워도 이곳에 있다.
도라노몬, 신바시・시오도메, 아카사카, 롯폰기, 시바, 고난(시나가와역 동쪽 출구) 등은 대규모 업무 지구로, 재개발을 통해 초고층 빌딩이 밀집한 비즈니스 지역을 형성하고 있다. 또한 아오야마, 오모테산도, 아카사카, 롯폰기, 오다이바 등은 상업 지역의 면모도 강하며, 아자부, 시로카네다이, 다나가와 등에는 고급 주택가가 다수 자리잡고 있다. 아카사카 어용지, 영빈관 아카사카 이궁, 시바 공원, 시로카네다이 자연 교육원 등 녹지 공간도 많다.
메이지 유신 이후 대명 저택 부지를 각국 정부에 제공한 역사적 배경과 나가타초, 가스미가세키 같은 정부 주요 기관과의 뛰어난 접근성 덕분에, 현재 일본에 있는 약 150개 외국 대사관 중 절반 이상이 미나토구에 밀집해 있다. 대사관 외에도 외국계 기업이 다수 입주해 있어, 구 인구의 약 10%가 외국인으로 구성된 국제적인 도시이다.
미나토구의 1인당 연평균 소득은 1,000만 엔을 초과하며, 이는 도쿄 23구 중 가장 높다. 또한 상장 기업 수는 일본 내 자치체 중에서 가장 많다.

## 지리

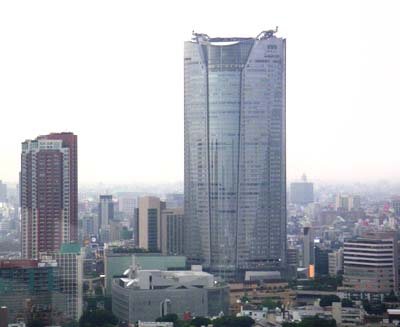
롯폰기 힐스

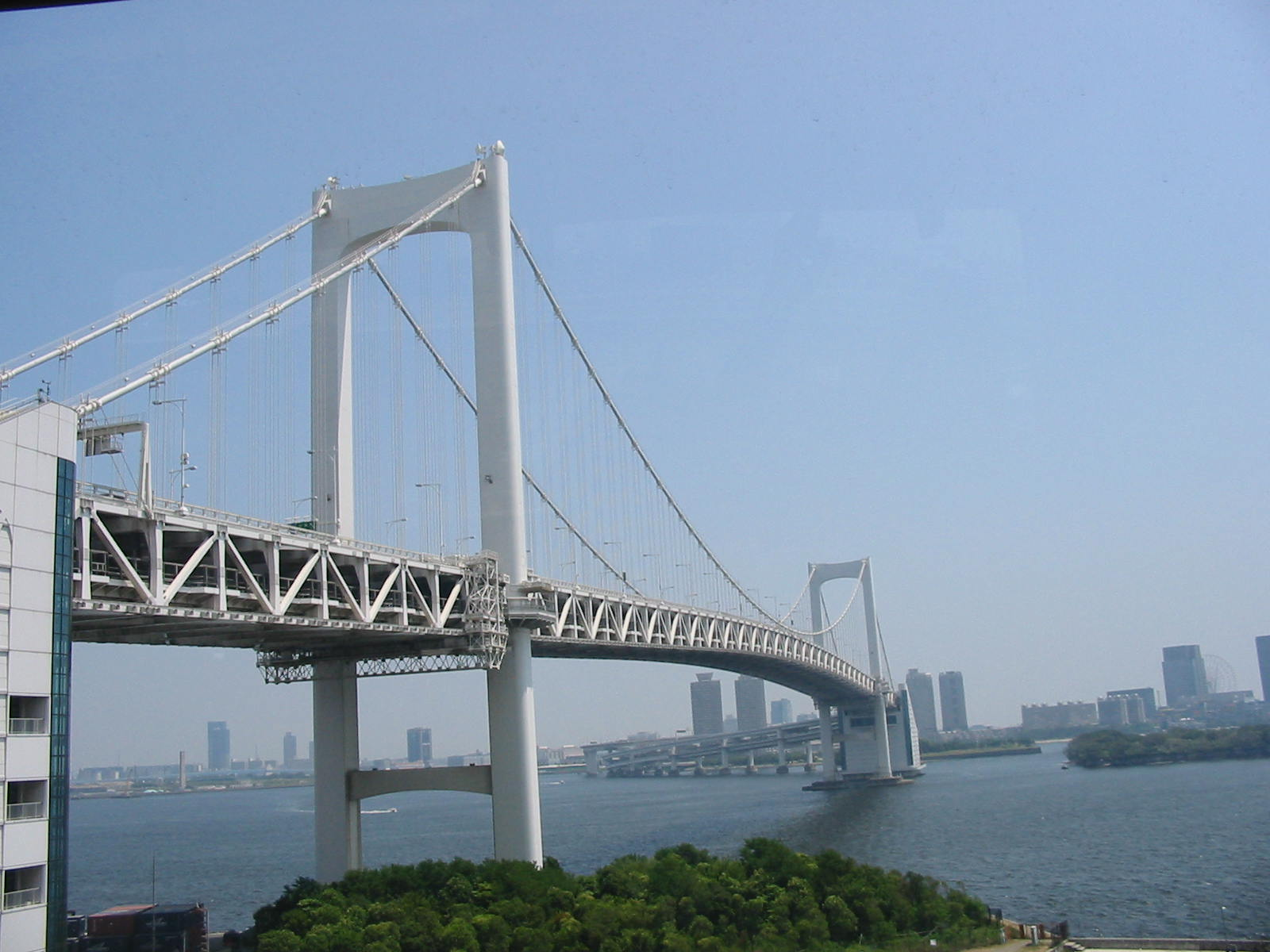
레인보우 브리지

미나토구는 고쿄의 남서쪽에 위치하고 지요다구, 주오구, 고토구, 시나가와구, 시부야구, 신주쿠구와 접한다.

### 시바 지구(芝地区)
- 아타고(愛宕): 도쿄 23구 중 가장 높은 지점에 아타고 신사가 있다.
- 시바(芝)
- 시바코엔(芝公園): 도쿄 타워가 한 블록 떨어진 곳에 있다.
- 시바다이몬(芝大門)
- 신바시(新橋), 시오도메(汐留): 미나토구의 북동부에 위치한 비즈니스 지구로, 우치사이와이초(지요다구)와 긴자(주오구)와 인접해 있다. 일본의 첫 번째 철로의 북쪽 종점인 신바시역이 있다. 또한 시오시테 사무실과 니혼 TV 스튜디오가 있는 엔터테인먼트 단지가 있다. 신바시역 앞 SL광장은 "샐러리맨의 거리"로 유명하며, 샐러리맨 인터뷰 장소로 자주 이용된다. 초기 신바시역은 일본 철도의 발상지로, 역 동쪽은 과거 광대한 시오도메 화물역이 있었으나, 2000년대에 대규모 재개발로 현재의 초고층 빌딩가가 형성되었다. 시오도메에는 일본 TV타워가 있으며, 이는 일본 TV 방송국의 본사 건물이다.
- 도라노몬(虎ノ門): 도쿄 TV 스튜디오와 도라노몬 역 지하 복합단지가 있다. 미나토구를 기반으로 한 개발업체 모리 빌딩이 개발한 도라노몬 힐즈가 지역의 랜드마크다. 인근의 아자부다이와 롯폰기에 걸친 지역에서는 모리 빌딩이 주도하는 아자부다이 힐즈가 건설 중이며, 여기에는 높이 330m의 초고층 빌딩인 아자부다이 힐즈 모리 JP 타워가 포함된다. 또한 가스미가세키의 관청가 및 도쿄지방재판소와 가까워 변호사 사무소가 많은 것이 특징이다. 고급 호텔인 호텔 오쿠라 도쿄(The Okura Tokyo)도 위치해 있다.
- 니시신바시(西新橋)
- 하마마쓰초(浜松町): 하마마쓰초역 서쪽의 비즈니스 지구로, 이 역은 도쿄 모노레일의 기점이자, 시나가와역과 함께 하네다 공항으로 연결되는 도심의 관문이다. 시바공원에는 조조지와 미나토구청이 있으며, 공원 서쪽에는 도쿄타워가 위치해 있다.
- 히가시신바시(東新橋)
- 가이간(海岸) 1초메: 하마마쓰초역 동쪽 지역으로, 도쿄만에 접해 있으며 도쿄항의 일부인 다케시바 부두(다케시바 여객선 터미널)가 위치해 있다. 과거 항만 시설과 창고가 밀집한 지역이었으나, 유리카모메 개통 이후 재개발이 진행되어 워터스 다케시바와 도쿄 포트시티 다케시바(소프트뱅크 그룹 본사 빌딩) 등의 상업 빌딩이 건설되었다. 남쪽 2초메와 3초메는 시바우라・고난 지역에 속한다.
- 미타(三田) 1~3초메: 게이오 대학과 작은 절 들이 많이 있다.

### 아자부 지구(麻布地区)
- 아자부주반(麻布十番): 도쿄 지하철 12호선인 오에도선이 있다.
- 아자부다이(麻布台)
- 아자부나가사카초(麻布永坂町)
- 아자부마미아나초(麻布狸穴町)
- 니시아자부(西麻布)
- 히가시아자부(東麻布)
- 미나미아자부(南麻布)
- 모토아자부(元麻布)
- 롯폰기(六本木): 지하철 롯폰기역을 중심으로 형성된 지역으로, 비즈니스 지구이자 번화가・환락가로도 잘 알려져 있다. 모리 빌딩 본사 건물인 롯폰기 힐스 모리 타워가 지역의 랜드마크로 자리 잡고 있다. 롯폰기 힐스 내에는 TV 아사히 본사 건물이 있으며, 롯폰기잇초메역 앞에는 TV 도쿄 본사 건물이 위치한 스미토모 부동산 롯폰기 그랜드 타워도 있다. 아카사카와 인접해 있으며, 롯폰기역과 연결된 도쿄 미드타운은 행정상으로는 아카사카 9초메에 해당한다. 롯폰기 주변에는 주일 외국 대사관이 다수 위치하고 있으며, IT 벤처 기업도 모여 있다. 또한 우에노(다이토구)에 이어 도쿄 내에서 미술관이 다수 밀집한 "문화・예술의 거리"로 평가받는다.

### 아카사카 지구(赤坂地区)
- 아카사카(赤坂): 미나토구 북쪽의 큰 주거 지역이자 상업 지역으로 아카사카 궁과 정원이 있고 TBS 라디오와 텔레비전 스튜디오, 아쿠힐스 단지, 국립신미술관, 미국 대사관이 있다. 아카사카미쓰케역 주변 번화가는 국회의사당과 가스미가세키 관청가와 가까워 접대 및 회식을 위한 고급 요정이 많이 위치해 있다. 또한 아카사카는 도쿄 육화가(六花街) 중 하나로 현재까지도 화려한 전통을 간직한 화가(花街)가 존재한다. 아카사카역과 인접한 아카사카 사카스는 TBS 홀딩스가 재개발한 복합 상업 시설로, TBS 방송 센터 본사가 이곳에 자리하고 있다. 아카사카에 인접한 모토아카사카에는 영빈관 아카사카 이궁과 아카사카 어용지가 위치해 있다.
- 아오야마(青山): 오모테산도 교차로를 중심으로 한 오모테산도역 주변은 인근의 오모테산도・하라주쿠(시부야구 진구마에)와 함께 도쿄와 일본을 대표하는 패션 중심지이다. 이곳에는 국내외 유명 의류 브랜드 및 셀렉트 숍이 다수 밀집해 있다. 특히 아오야마도리 남쪽의 미나미아오야마는 세련된 이미지가 강한 동네로 알려져 있다. 반면 메이지진구 외원 및 아오야마잇초메역 근처 북쪽 지역은 이토추 상사 도쿄 본사 빌딩과 혼다 기술 연구소 같은 오피스 빌딩이 많으며, 인근에는 아오야마 묘원도 위치해 있다. 도쿄에서 가장 큰 묘지인 아오야마 묘지와 치치부노미야 럭비장이 있다.

### 다카나와 지구(高輪地区)
- 시로카네(白金)
- 시로카네다이(白金台): 메이지 학원대학이 있다.
- 다카나와(高輪): 도쿄에서 가장 큰 역 중 하나인 시나가와역이 있다. 또한 센가쿠지라는 절이 있다. 그랜드프린스호텔 다카나와를 포함한 많은 호텔들이 있다.
- 미타(三田) 4~5초메

### 시바우라코난 지구(芝浦港南地区)
- 고난(港南)
- 시바우라(芝浦)
- 다이바(台場)
  - 오다이바(お台場): 도쿄에서 가장 인기있는 위락 지역 중 하나로 후지 TV 스튜디오, 팔레트 타운 쇼핑 단지, 드림 브리지, 도쿄 빅사이트 등이 있다. 도쿄만에 있는 인공섬으로 도쿄 중심부와 레인보우 브리지 위의 유리카모메에 의해 연결된다.
- 가이간(海岸) 2~3초메

## 시설

### 건물

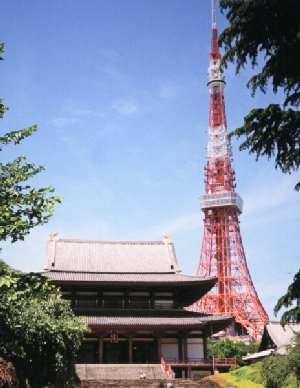
도쿄 타워와 조조지(增上寺)

- 도쿄 타워
- 시바 공원
- 조조지(增上寺)
- 도시바 주식회사(株式会社東芝)
- TBS 홀딩스
- TV 아사히
- 닛폰 TV 방송망
- TV 도쿄
- 후지 TV

### 재외공관

#### 대사관
| - 가나 - 과테말라 - 그리스 - 나이지리아 - 네덜란드 - 노르웨이 - 니카라과 - 대한민국 - 도미니카 연방 - 독일 - 라오스 - 라이베리아 - 러시아 - 루마니아 - 마다가스카르 - 말라위 - 모로코 - 모잠비크 - 미국 - 미크로네시아 연방 - 바레인 - 베네수엘라 - 벨라루스 - 벨리즈 | - 보츠와나 - 볼리비아 - 브라질 - 사우디아라비아 - 산마리노 - 수단 - 스리랑카 - 스웨덴 - 스위스 - 슬로바키아 - 슬로베니아 - 시리아 - 싱가포르 - 아르헨티나 - 아이슬란드 - 아이티 - 에리트레아 - 스페인 - 에콰도르 - 에티오피아 - 엘살바도르 - 오스트레일리아 - 오스트리아 - 온두라스 | - 우루과이 - 우크라이나 - 이라크 - 이란 - 이탈리아 - 자메이카 - 중화인민공화국 - 짐바브웨 - 칠레 - 카타르 - 캄보디아 - 캐나다 - 코스타리카 - 쿠바 - 쿠웨이트 - 투발루 - 파나마 - 파키스탄 - 파푸아뉴기니 - 프랑스 - 피지 - 핀란드 - 필리핀 - 헝가리 |

#### 대표부
- 주일 타이베이 경제문화대표처

## 경제

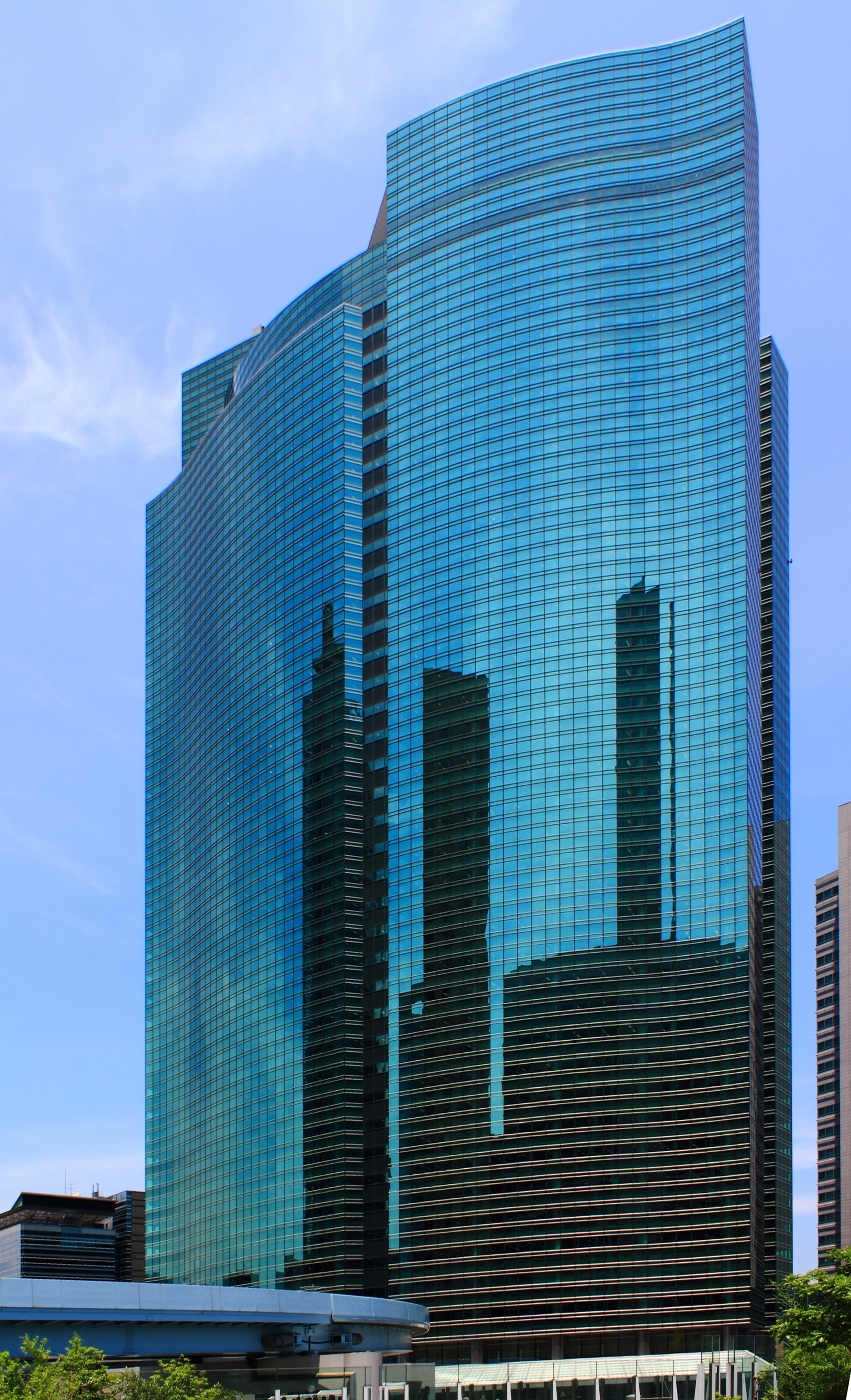
시오도메 시티센터

미나토구에는 많은 회사들의 사무실이 있다. 시오도메, 신바시의 시오도메 시티센터는 후지쯔의 투자 관련 사무소와 전일본공수의 본사, ANA의 계열사인 에어 닛폰, ANA&JP 익스프레스의 본사가 있다. 포켓몬의 본사가 롯폰기의 롯폰기 힐스 모리 타워에 있다.
세가 사미 홀딩스의 본사가 미나토구 시오도메 스미모토 빌딩에 있다. 소니 또한 미나토구에 본사를 두고 있다. 소니는 또한 미나토구의 시나가와 인터시티 C동에 시나가와 기술센터와 다카나와 사무실을 운영하고 있다. 시그마 세븐은 미나토구의 연예기획사이다. TV 도쿄, 일본화물항공과 에이벡스의 본사도 미나토구에 있다.
CB&I와 아라마크, 야후! 재팬, 한진과 대한항공, 삼성그룹의 일본 사무실이 이 곳에 자리잡고 있다. 에어 프랑스의 사무실이 미나토구의 신아오야마 빌딩에 있고 에어차이나의 사무실이 에어차이나 빌딩에 있으며 아시아나항공의 사무실이 ATT 뉴타워 빌딩에 있다.

## 교육
- 도쿄 자혜회의과대학 니시신바시 캠퍼스
- 가나자와 공업대학 도라노몬 캠퍼스
- 게이오기주쿠 대학
- 기타사토 대학 시로카네 캠퍼스
- 메이지 학원대학 시로카네 캠퍼스
- 정책연구대학원대학
- 시바우라 공업대학
- 템플 유니버시티 재팬 캠퍼스
- 도쿄 해양대학 시나가와 캠퍼스
- 유엔 대학교 도쿄 본부
- 도쿄 대학 의과학연구소

## 교통

### 도로
- 수도고속도로

### 철도
- 동일본 여객철도
  - 게이힌 도호쿠선
    - (지요다구) - 신바시역 - 하마마쓰초역 - 다마치역 - 시나가와역 - (시나가와구)

  - 도카이도선
    - (지요다구) - 신바시역 - 시나가와역 - (가나가와현 가와사키시 가와사키구)

  - 야마노테선
    - (지요다구) - 신바시역 - 하마마쓰초역 - 다마치역 - 시나가와역 - (시나가와구)

  - 요코스카선
    - (지요다구) - 신바시역 - 시나가와역 - (시나가와구)
- 도카이 여객철도
  - 도카이도 신칸센
    - (지요다구) - 시나가와역 - (가나가와현 요코하마시 고호쿠구)
- 도쿄 모노레일
  - 하네다 공항선
    - 하마마쓰초역 - (시나가와구)
- 도쿄도 교통국(도에이 지하철)
  - 아사쿠사선
    - (시나가와구) - 다카나와다이역 - 센가쿠지역 - 미타역 - 다이몬역 - 신바시역 - (주오구)

  - 미타선
    - (시나가와구) - 시로카네다이역 - 시로카네타카나와역 - 미타역 - 시바코엔역 - 오나리몬역 - (지요다구)

  - 오에도선
    - (주오구) - 시오도메역 - 다이몬 - 아카바네바시역 - 아자부주반역 - 롯폰기역 - 아오야마잇초메역 - (신주쿠구)
- 도쿄 메트로
  - 히비야선
    - (시부야구) - 히로오역 - 롯폰기역 - 가미야초역 - (지요다구)

  - 긴자선
    - (시부야구) - 오모테산도역 - 가이엔마에역 - 아오야마잇초메역 - 아카사카미쓰케역 - (지요다구) - 도라노몬역 - 신바시역 - (주오구)

  - 마루노우치선
    - (신주쿠구) - 아카사카미쓰케역 - (지요다구)

  - 지요다선
    - (시부야구) - 오모테산도역 - 노기자카역 - 아카사카역 - (지요다구)

  - 한조몬선
    - (시부야구) - 오모테산도역 - 아오야마잇초메역 - (지요다구)

  - 난보쿠선
    - (시부야구) - 시로카네다이역 - 시로카네타카나와역 - 아자부주반역 - 롯폰기잇초메역 - (지요다구)
- 게이힌 급행 전철
  - 게이큐 본선
    - 센가쿠지역 - 시나가와역 - (시나가와구)
- 유리카모메
  - 도쿄 임해 신교통 임해선

시나가와역은 실제로는 미나토구에 있다.

## 기타
- 재일본대한민국민단

## 주요 인물
- 구로야나기 데쓰코
- 사쿠라이 쇼